# Jeroen van Veen
Jeroen van Veen (născut la 26 octombrie, 1974) este basistul trupei neerlandeze de Symphonic metal, Within Temptation.